# Zombrus erythrostomus
Zombrus erythrostomus är en stekelart som beskrevs av Cameron 1912. Zombrus erythrostomus ingår i släktet Zombrus och familjen bracksteklar. Inga underarter finns listade i Catalogue of Life.